# A-Haunting We Will Go
A-Haunting We Will Go – amerykański film animowany z 1966 z Kaczorem Daffym, Speedym Gonzalesem i Wiedźmą Hazel w rolach głównych. Tytuł filmu nawiązuje do tytułu komedii z Flipem i Flapem z 1942 roku.

## Fabuła
Halloween. Siostrzeniec Daffy'ego, zbierając cukierki, puka do drzwi Wiedźmy Hazel. Na jej widok ucieka przerażony do domu i mówi Daffy'emu, co widział. Kaczor stara się wytłumaczyć mu, że wiedźmy nie istnieją. Aby mu to udowodnić, idzie ze swym siostrzeńcem do miejsca, w którym widział wiedźmę.
Tymczasem Wiedźma Hazel jest już zmęczona gotowaniem wywarów i marzy o wakacjach. Gdy Speedy Gonzales przychodzi do niej z prośbą o odrobinę sera, Hazel wpada na pewien pomysł. Daje myszy zaczarowany ser, który zmienia Speedy'ego w kopię Hazel. Wiedźma prosi go, aby pokazał swoje umiejętności w udawaniu czarownicy, jednak Speedy umie tylko biegać i wydawać swoje słynne okrzyki. Hazel zostawia Speedy'ego z całym interesem i leci na Hawaje.
Później do Speedy'ego przychodzi Kaczor Daffy. Zaklęta mysz zaprasza (a właściwie wciąga) kaczora do domu i idzie przygotować mu herbatę. Podaje Daffy'emu miksturę o nieznanych właściwościach. Kiedy kaczor ją wypija, zmienia się w dziwnego stwora .
Wiedźma Hazel wraca z wakacji i zastaje w domu przemienionego kaczora. Rozgniewana na Speedy'ego, zmienia go z powrotem w mysz i postanawia zjeść Daffy'ego na kolację. Kaczor zostaje z powrotem przemieniony w pierwotną postać i ucieka z domu. Hazel ściga go na miotle i łapie, jednak Daffy zeskakuje. Nagle pojawia się spadochron, który szybko zmienia się w kowadło i spada na kaczora. Hazel, śmiejąc się, uderza w skałę, gdyż nie patrzyła przed siebie.
Do leżącego na ziemi Daffy'ego podchodzi jego siostrzeniec w swym kostiumie wiedźmy. Kaczor na jego widok ucieka na drzewo. Kiedy malec zdejmuje maskę pyta wujka, czy widział tę wiedźmę. Daffy jeszcze raz mówi mu, że wiedźmy, gobliny ani magia nie istnieją, a Hazel to tylko zwykła staruszka. Kiedy wracają do domu, Daffy znów zmienia się w dziwne stworzenie.